# Greg Herbold
Greg Herbold, né le 11 décembre 1962 à Denver, est un coureur cycliste américain spécialiste de VTT de descente. 
Il est admis au Mountain Bike Hall of Fame en 1996.

## Palmarès

### Championnats du monde
- 1990 :  Champion du monde de descente